# Queens Park Rangers Football Club 2024-2025
Questa voce raccoglie le informazioni riguardanti il Queens Park Rangers Football Club nelle competizioni ufficiali della stagione 2024-2025.

## Maglie e sponsor
| Casa | Trasferta | Terza divisa |

Sponsor ufficiale: Copybet
Fornitore tecnico: Erreà

## Rosa
Aggiornata al 5 dicembre 2024.
| N. |                             | Ruolo | Calciatore         |
| -- | --------------------------- | ----- | ------------------ |
| 1  | Francia (bandiera)          | P     | Paul Nardi         |
| 3  | Irlanda (bandiera)          | D     | Jimmy Dunne        |
| 4  | Inghilterra (bandiera)      | C     | Jack Colback       |
| 5  | Inghilterra (bandiera)      | D     | Steve Cook         |
| 6  | Inghilterra (bandiera)      | D     | Jake Clarke-Salter |
| 7  | Inghilterra (bandiera)      | C     | Karamoko Dembélé   |
| 8  | Inghilterra (bandiera)      | C     | Sam Field          |
| 10 | Marocco (bandiera)          | C     | Ilias Chair        |
| 11 | Irlanda del Nord (bandiera) | C     | Paul Smyth         |
| 12 | Svizzera (bandiera)         | A     | Michael Frey       |
| 13 | Inghilterra (bandiera)      | P     | Joe Walsh          |
| 14 | Giappone (bandiera)         | C     | Kōki Saitō         |
| 15 | Galles (bandiera)           | D     | Morgan Fox         |
| 16 | Scozia (bandiera)           | D     | Liam Morrison      |
| 17 | Inghilterra (bandiera)      | D     | Ronnie Edwards     |
| 18 | Slovenia (bandiera)         | A     | Žan Celar          |

| N. |                          | Ruolo | Calciatore          |
| -- | ------------------------ | ----- | ------------------- |
| 19 | Inghilterra (bandiera)   | C     | Elijah Dixon-Bonner |
| 20 | Scozia (bandiera)        | D     | Harrison Ashby      |
| 21 | Inghilterra (bandiera)   | C     | Kieran Morgan       |
| 22 | Suriname (bandiera)      | D     | Kenneth Paal        |
| 24 | Danimarca (bandiera)     | C     | Nicolas Madsen      |
| 25 | Danimarca (bandiera)     | C     | Lucas Andersen      |
| 26 | Algeria (bandiera)       | A     | Rayan Kolli         |
| 27 | Australia (bandiera)     | C     | Daniel Bennie       |
| 28 | Inghilterra (bandiera)   | A     | Alfie Lloyd         |
| 40 | Martinica (bandiera)     | C     | Jonathan Varane     |
| 47 | Corea del Sud (bandiera) | C     | Yang Min-hyeok      |
|    | Kosovo (bandiera)        | C     | Lorent Talla        |
|    | Galles (bandiera)        | P     | Nathan Shepperd     |
|    | Inghilterra (bandiera)   | C     | Harvey Vale         |
|    | Brasile (bandiera)       | D     | Esquerdinha         |